# Cheng Fei
Cheng Fei (n. 29 mai 1988, Huangshi⁠(d), Republica Populară Chineză) este o gimnastă artistică ce a reprezentat Republica Populară Chineză, medaliată olimpică. A participat la 2 ediții ale Jocurilor Olimpice (2004, 2008) în care a câștigat o medalie de aur și două medalii de bronz.